# Шевченкове (Коломийський район)
Шевченкове — село Заболотівської селищної громади Коломийського району Івано-Франківської області. До 2020 року входило до Снятинського району.

## Історія
Перша письмова згадка датується 1788 роком. В дорадянські часи називалося Альбінівка і входило до території села Ганьківці. Належало графам Потоцькому і Кочаковському. Назва пішла від прізвища Йозефа Альбінівського, який був орендарем земель села Ганьківці і земель навколишніх сіл.
Нова назва Шевченкове започаткована самими жителями з 1914 року на честь святкування 100-річчя від дня народження Тараса Шевченка. Але офіційно утвердилась ця назва лише в 1939 році зі зміною тогочасної влади.

## Церква[3]
Перша церква у селі побудована і освячена в 1853 році на честь Архистратига Михаїла. У радянські часи церкву було перетворено на колгоспний склад, а згодом взагалі розібрано. Тепер на її місці збудовано капличку. У 1991 році поблизу старої на віддалі п'ятдесяти метрів споруджено сучасну дерев'яну церкву Святого Архистратига Михайла.

## Сучасність
У 2017 р. на базі місцевої загальноосвітньої школи I-II ступенів створили навчально-виховний комплекс, де діти проходитимуть дошкільне навчання. З 2021 року - Шевченківська початкова школа.

## Населення

### Мова
Розподіл населення за рідною мовою за даними перепису 2001 року:
| Мова            | Кількість | Відсоток |
| --------------- | --------- | -------- |
| українська      | 422       | 99.52%   |
| румунська       | 1         | 0.24%    |
| інші/не вказали | 1         | 0.24%    |
| Усього          | 424       | 100%     |